# Lopshof
Der Lopshof in Dötlingen, Heideweg 20, stammt aus dem 20. Jahrhundert und war u. a. Atelierhaus und Schullandheim.
 Aktuell (2023) wird es als Begegnungsstätte genutzt.
Das Gebäude steht unter Denkmalschutz (siehe auch Liste der Baudenkmale in Dötlingen).

## Geschichte
Das eingeschossige verputzte Gebäude in U-Form mit Walmdach, mittigem flachen Risalit und Eingang, Schleppdachgaube in ganzer Straßenbreite, rechts mit halbkreisförmigen Anbau, links mit jüngeren rückwärtigen Flügel, wurde 1925 als Atelier- und Wohnhaus mit Pension für den Maler August Kaufhold (1884–1955) gebaut, der hier bis 1936 arbeitet und wohnte. Der Hof wurde so von ihm benannt. Zuvor war hier 1925 sein Haus mitsamt einer kostbaren Bücherei und wertvollen Bauernmöbeln abgebrannt.

Es wird umgeben von einem großen, parkartigen  Grundstück mit einer Einfriedung aus Bruchsteinmauern.
1933 verkaufte Kaufhold das Haus. 1937 wurde es weiterverkauft an das Gauamt für Erzieher des Nationalsozialistischen Deutschen Lehrerbundes, der es als Schulungshaus nutzte. 1942/43 und in 1945/46 fand hier Schulunterricht statt. Ab Mitte 1946 bis 1956 diente es als Flüchtlingsunterkunft. 1957 wurde zum Schullandheim des Deutschen Jugendherbergsverbandes (DJH) in Kooperation mit dem Verein der Realschule Wilhelmshaven. 1959 erfolgte der Anbau als Mädchenunterkunft; das Gebäude hatte nun 80 Betten. 2005 kaufte der Verein Lopshof den Komplex und nach einer Umbauphase wurde es eine Begegnungsstätte mit Restaurant und Café.
Das Landesdenkmalamt befand: „…  geschichtliche Bedeutung für die Ortsgeschichte …“